# Борьба за свободу
«Борьба за свободу» (англ. The Fight for Freedom) — американский фильм Дэвида Уорка Гриффита, поставленный им в 1908 году в жанре вестерна.

## Сюжет
В салуне мексиканского пограничного городка группа ковбоев вместе с мексиканцем Педро играют в покер. Один человек заметил, что Педро мошенничает, и выстрелил в него. Раненый, Педро попытался бежать к шерифу, но тот доказывает его виновность и сажает в тюрьму вместе с женой. Они чудом сбегают и пытаются пересечь границу, не зная, что их ждёт.

## В ролях
| Актёр             | Роль                      |
| ----------------- | ------------------------- |
| Флоренс Ауэр      | Хуанита                   |
| Джон Адольфи      |                           |
| Кейт Брюс         |                           |
| Эдвард Диллон     | член Поссе                |
| Джордж Гебхардт   | человек в баре / охранник |
| Артур Джонсон     |                           |
| Энтони О’Салливан | бармен                    |